# 라구나주
라구나주(타갈로그어: Lalawigan ng Laguna, 영어: Province of Laguna)는 필리핀 루손섬에 있는 지방인 칼라바르손 지방에 속한 주로 주도는 산타크루스이며 인구는 3,035,081명(2015년 기준), 면적은 1,823.6 km2이다. 필리핀에서 가장 큰 호수인 라구나 데 베이에 완전히 둘러싸여 있다. 라구나는 "호수"를 뜻하는 스페인어 단어인 '라고'(Lago)에서 유래된 이름이다. 북서쪽으로는 마닐라 대도시, 북쪽으로는 리살주, 남동쪽으로는 케손주와 접하며 남서쪽으로는 바탕가스주, 서쪽으로는 카비테주와 접한다.

## 인구
| 연도                                     | 인구      | ±% p.a. |
| ---------------------------------------- | --------- | ------- |
| 1903                                     | 148,606   | —       |
| 1918                                     | 195,546   | +1.85%  |
| 1939                                     | 279,505   | +1.72%  |
| 1948                                     | 321,247   | +1.56%  |
| 1960                                     | 472,064   | +3.26%  |
| 1970                                     | 699,736   | +4.01%  |
| 1975                                     | 803,750   | +2.82%  |
| 1980                                     | 973,104   | +3.90%  |
| 1990                                     | 1,370,232 | +3.48%  |
| 1995                                     | 1,631,082 | +3.32%  |
| 2000                                     | 1,965,872 | +4.08%  |
| 2007                                     | 2,473,530 | +3.22%  |
| 2010                                     | 2,669,847 | +2.82%  |
| 2015                                     | 3,035,081 | +2.47%  |
| 2020                                     | 3,382,193 | +2.15%  |
| Sources: Philippine Statistics Authority |           |         |